# Bonate Sotto
Bonate Sotto is een gemeente in de Italiaanse provincie Bergamo (regio Lombardije) en telt 5892 inwoners (31-12-2004). De oppervlakte bedraagt 6,3 km², de bevolkingsdichtheid is 903 inwoners per km².

## Demografie
Bonate Sotto telt ongeveer 2290 huishoudens. Het aantal inwoners steeg in de periode 1991-2001 met 7,1% volgens cijfers uit de tienjaarlijkse volkstellingen van ISTAT.

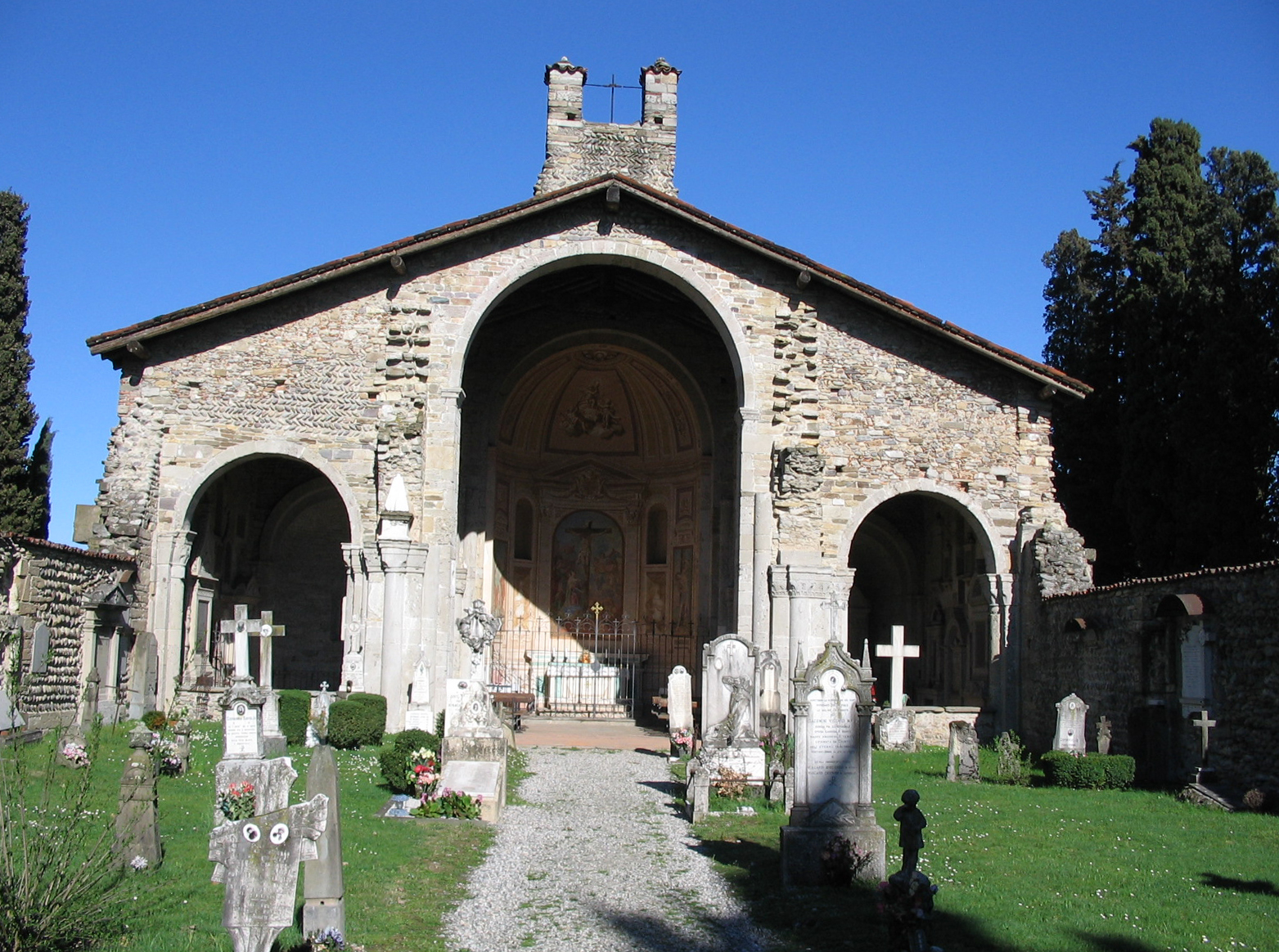
Basilica di Santa Giulia

| Jaar | Inwoneraantal |
| ---- | ------------- |
| 1991 | 5067          |
| 2001 | 5429          |
| 2004 | 5892          |

## Geografie
De gemeente ligt op ongeveer 215 m boven zeeniveau.
Bonate Sotto grenst aan de volgende gemeenten: Bonate Sopra, Chignolo d'Isola, Dalmine, Filago, Madone, Treviolo.